# Muriel Freeman
Muriel Freeman (n. 9 septembrie 1897, Worcester, Anglia, Regatul Unit al Marii Britanii și Irlandei – d. 1980, Northampton, Anglia, Regatul Unit) a fost o scrimeră ce a reprezentat Regatul Unit al Marii Britanii și al Irlandei de Nord, medaliată olimpică. A participat la 2 ediții ale Jocurilor Olimpice (1924, 1928) în care a câștigat o medalie de argint.